# Willy Grüb
Willy Grüb, Pseudonym Uwe Berg (* 29. Februar 1912 in Schopfheim; † 1998) war ein deutscher Schriftsteller, Dramaturg, Programmchef des Süddeutschen Rundfunks und künstlerischer Beirat der Schwetzinger Festspiele. 

## Leben
Er war auch als Chefdramaturg, komm. Intendant und Oberspielleiter tätig und schrieb zahlreiche Hörspielproduktionen und Bühnenstücke.

## Werke

### Stücke
- Bagatellen, Komödie, Heidelberg und Erfurt 1940
- Besuch aus Schweden, Lustspiel, Plauen und Ulm 1942
- Das gestohlene Märchen, Märchen, Trier 1955
- Der Disziplinarfall Larsen, Komödie, Heidelberg 1939
- Der Rappelkopf, Komödie nach Goldini, zus. mit Fr. Schreyvogl, Krakau, Litzmannstadt, Linz, Saaz und Oberhausen 1943
- Die Brüder Salcher, Schauspiel, Oldenburg und Troppau 1942
- Rapunzel und die Zaubermühle, Märchen, Baden-Baden 1948
- Romantische Zeiten, Komödie, Kiel 1953
- Stefan mit der langen Nase, Märchen, Mannheim, Freiburg und Krefeld 1946
- Ungebetene Gäste, Kriminalstück, Pforzheim 1956
- Wochenendfreuden, Deutsches Theater Warschau 1941
- Zwischen Stuttgart und München, Volksstück, Deutsches Theater Litzmannstadt 1940

### Hörspiele: (Auswahl)
- Der Einzelgänger von Queens Village, SDR 1981
- Der Fall Martin Pohl, SDR 1955
- Der Fürst der Diebe vor Gericht, SDR 1974
- Der Jubilar, SR 1961
- Der reparaturbedürftige Karren des Thespis, SDR 1980
- Der Zeitungskönig des Kaiserreichs, SDR 1962
- Die Kehrseite der Medaille, nach Pierre Boulle, HR 1962

## Bücher (Auswahl)
- Mit Familienanschluß, Engelhorn, DVA, Stuttgart
- Allerhand im Trauerrand, Frieling Verlag Berlin